# Patrick Lagacé
 (juin 2025).
Pour les articles homonymes, voir Lagacé.
Patrick Lagacé (né le 14 janvier 1972) est un chroniqueur et animateur de télévision québécois qui publie actuellement des chroniques au journal La Presse de Montréal et anime une émission de télévision hebdomadaire à Télé-Québec. Il a un fils, Zak, personnage récurrent de son blogue.

## Biographie
Lagacé a fait ses études en communications à l'université d'Ottawa, où, pendant deux ans, il est rédacteur en chef du journal étudiant francophone, La Rotonde. Il a d'abord travaillé comme recherchiste à la radio de Radio-Canada pour l'émission du matin CBOF Bonjour. Il a collaboré à l'hebdomadaire Le Carillon d'Hawkesbury (Ontario) ainsi qu'au quotidien Le Droit d'Ottawa où il a couvert, pendant deux ans, les élections fédérales, les faits divers et les sports.
Il entre au service du Journal de Montréal en 1999. Avant de devenir chroniqueur, il a travaillé aux divisions des spectacles, des faits divers et des nouvelles générales. De 2002 à 2003, il a signé une chronique de télévision puis est devenu chroniqueur, poste qu'il a occupé jusqu'en novembre 2006 alors qu'il a quitté le Journal de Montréal pour passer à La Presse le principal concurrent du quotidien de la rue Frontenac.
Patrick Lagacé a également assumé la codirection du Trente, le journal de la Fédération professionnelle des journalistes du Québec (FPJQ, 2000-2001) et il a eu la charge d'un cours de journalisme écrit au Conservatoire Lassalle (2002).
Il a aussi tenu différentes chroniques dans les médias électroniques. On peut lire ses commentaires sur l'actualité sur son blogue. Il a été chroniqueur, média et culture, à l'émission Lapierre et cie, à CKAC, il a aussi participé aux débats du Grand journal de TQS, à CBC Newsworld et sur LCN.
De 2005 à 2013, il coanime l'émission télévisée Les Francs-tireurs, une émission d'opinions à saveur éditoriale diffusée sur les ondes de Télé-Québec. En 2006, il remportait, avec Richard Martineau, le Gémeau de la meilleure animation pour un magazine. Il quitte l'émission en 2013 en évoquant des différences insurmontables entre lui et son coanimateur. Quelques années plus tard, il anime l'émission Deuxième chance pendant trois saisons, dans laquelle le journaliste retrace des personnes pour les mettre en contact avec quelqu'un qui souhaite les remercier ou s'excuser.
La même année, le réseau Canoë, une filiale du groupe Québecor Média, lui offre de livrer ses commentaires sur un blogue. Ce blogue a été assez populaire jusqu'à ce que Patrick quitte le Journal de Montréal et par le fait même, son blogue sur Canoë.
Le 10 novembre 2006, un autre quotidien montréalais, Le Devoir, annonce que Patrick Lagacé quitte le Journal de Montréal pour son principal concurrent, La Presse. La nouvelle, dont les employeurs de Lagacé n'avaient pas été informés, sera confirmée par le principal intéressé sur son blogue le jour même. Le blogue sera supprimé deux jours plus tard, mais le journaliste poursuivra sur le site de La Presse.
En 2007, Lagacé a été mis en nomination au Concours canadien de journalisme pour des articles publiés dans La Presse au sujet de la championne olympique de biathlon Myriam Bédard. Il anime depuis l’automne 2020 l’émission Le Québec maintenant à l’antenne du 98,5 FM.

## Controverses
En décembre 2010, le Conseil de presse du Québec rejette une plainte contre M. Lagacé dans une affaire l'impliquant dans des propos controversés au sujet du cardinal Marc Ouellet, de l'avortement et de l'euthanasie.
En août 2011, lors d'un point de presse assez houleux avec le ministre des Transports du Québec après l'effondrement d'une poutre de béton et de deux paralumes de l'autoroute 720 au centre-ville de Montréal, Lagacé est impliqué dans une bousculade avec l'attaché de presse du ministre Sam Hamad. Dans sa chronique publiée au lendemain de l'incident, Lagacé explique son geste par le fait que l'attaché de presse aurait d'abord poussé son collègue André Noël, ce qui l'a fâché : « je n'aime pas quand un attaché de presse joue des bras avec mes collègues reporters pour « sauver » son ministre », conclut-il.
Fin octobre 2016, le journal La Presse apprend que le journaliste est visé par 24 mandats de surveillances policières.
Le Conseil de presse du Québec a retenu une plainte contre lui au motif qu'il a traité de manière inéquitable dans une de ses chroniques un lecteur du journal La Presse qui lui avait envoyé un courriel  afin de demander un rectificatif,.
Il aurait reçu des menaces de mort de certains membres du public, en raison de sa prise de position publique en faveur des vaccins et contre les opposants à la vaccination.
Le style de journalisme de Lagacé a été critiqué par le professeur de journalisme Gilles Gauthier comme étant du « moralisme journalistique ». En effet, selon lui, Lagacé et Richard Martineau se servent souvent de leurs sentiments, de leur perception des choses et de leurs avis personnels comme des axiomes à partir desquels ils fondent le reste de leurs interventions.